# Le Géologue (Spitzweg)
Le Géologue (autre titre : Le Minéralogiste) est une série de tableaux du peintre allemand romantique Carl Spitzweg (1808-1885), réalisée dans les années 1860.

## Description
Le tableau montre un homme, qui selon le titre du tableau est un géologue. Il est agenouillé devant une paroi rocheuse et tient dans chacune de ses mains une pierre, un peu plus grande que ses mains. Il regarde plus précisément la pierre de sa main gauche ; il les a peut-être frappées l'une contre l'autre pour les casser. À sa gauche, on voit un piolet d'environ 70 à 80 cm de long.
Le géologue porte un pantalon bleu et un manteau rouge avec un col foncé ainsi qu'une épaisse écharpe beige, un chapeau brun et, en bandoulière sur le dos, une boîte d'herborisation verte.
Un monogramme se trouve en bas à droite.

Détails
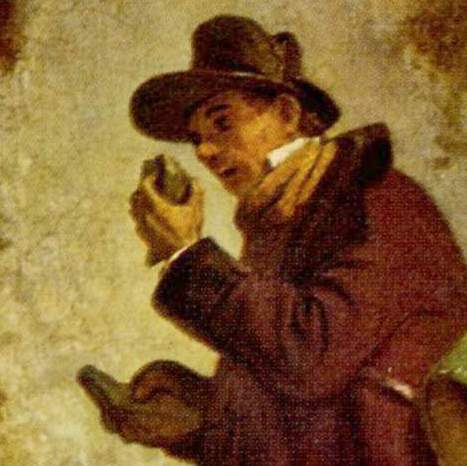
Le Géologue
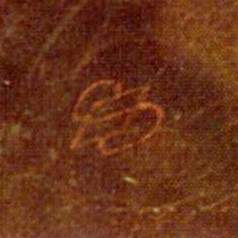
Le monogramme
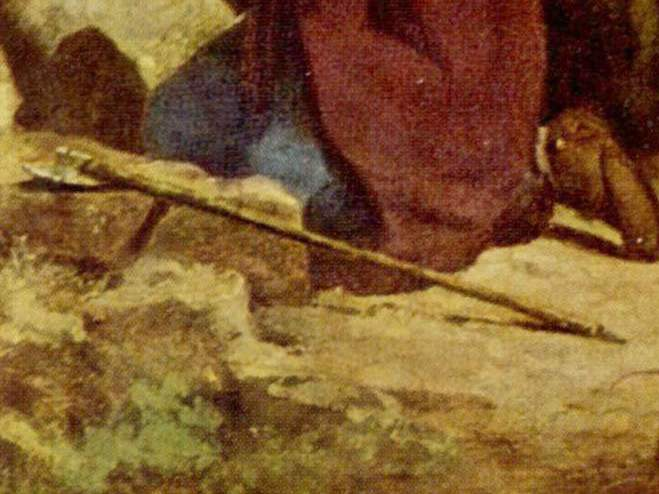
Le piolet.

## Versions
Selon Günther Roennefahrt, Spitzweg a peint quatre versions du Géologue :
1. [Roennefahrt no 1418] : 1854, huile sur toile, 50 × 41,5 cm, Pforzheim, Galerie de Pforzheim (de)[3] ;
2. [Roennefahrt no 1419] : huile sur toile, 48 × 27 cm, Schweinfurt, musée Georg-Schäfer (de) ;
3. [Roennefahrt no 1420] : huile sur toile, 44 × 34,5 cm, Wuppertal, musée Von der Heydt ;
4. [Roennefahrt no 1421] : huile sur toile, 34,5 × 29 cm, version inachevée, localisation inconnue.

Hans Dietrich Lang tient une cinquième version comme possible. La deuxième version est une image en miroir du sujet. Seule la première version est datée de 1854. Les autres ne sont pas datées, on ne peut que supposer qu'elles ont été peintes dans la seconde moitié des années 1850 ou dans les années 1860. Une autre source spécifie 1863.
Il existe aussi dans le catalogue raisonné une œuvre semblable à celle de Spitzwerg intitulée Le Géologue dans la grotte, datant de 1882.

Versions du tableau
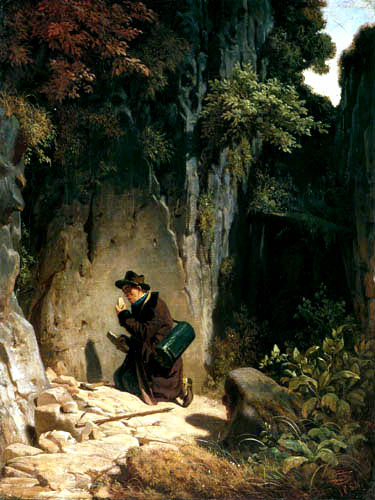
Version 1, 1854, Pforzheim, Galerie de Pforzheim (de).
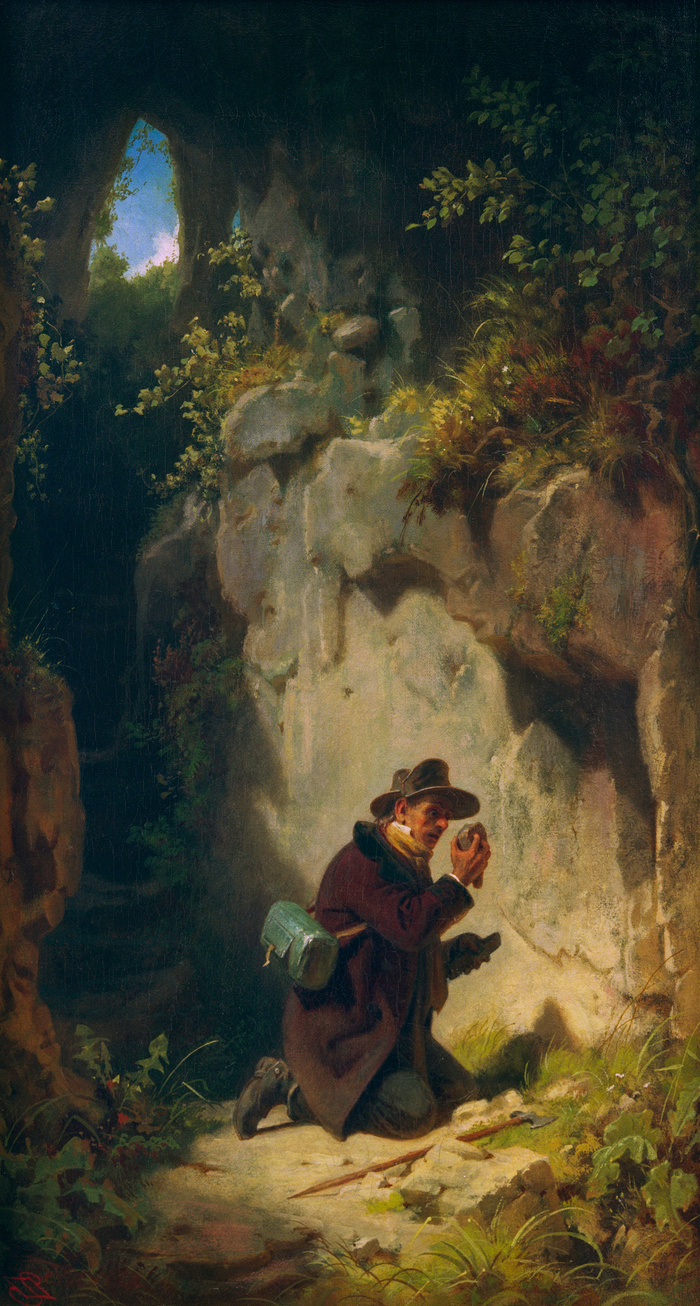
Version 2, Schweinfurt, musée Georg-Schäfer (de).
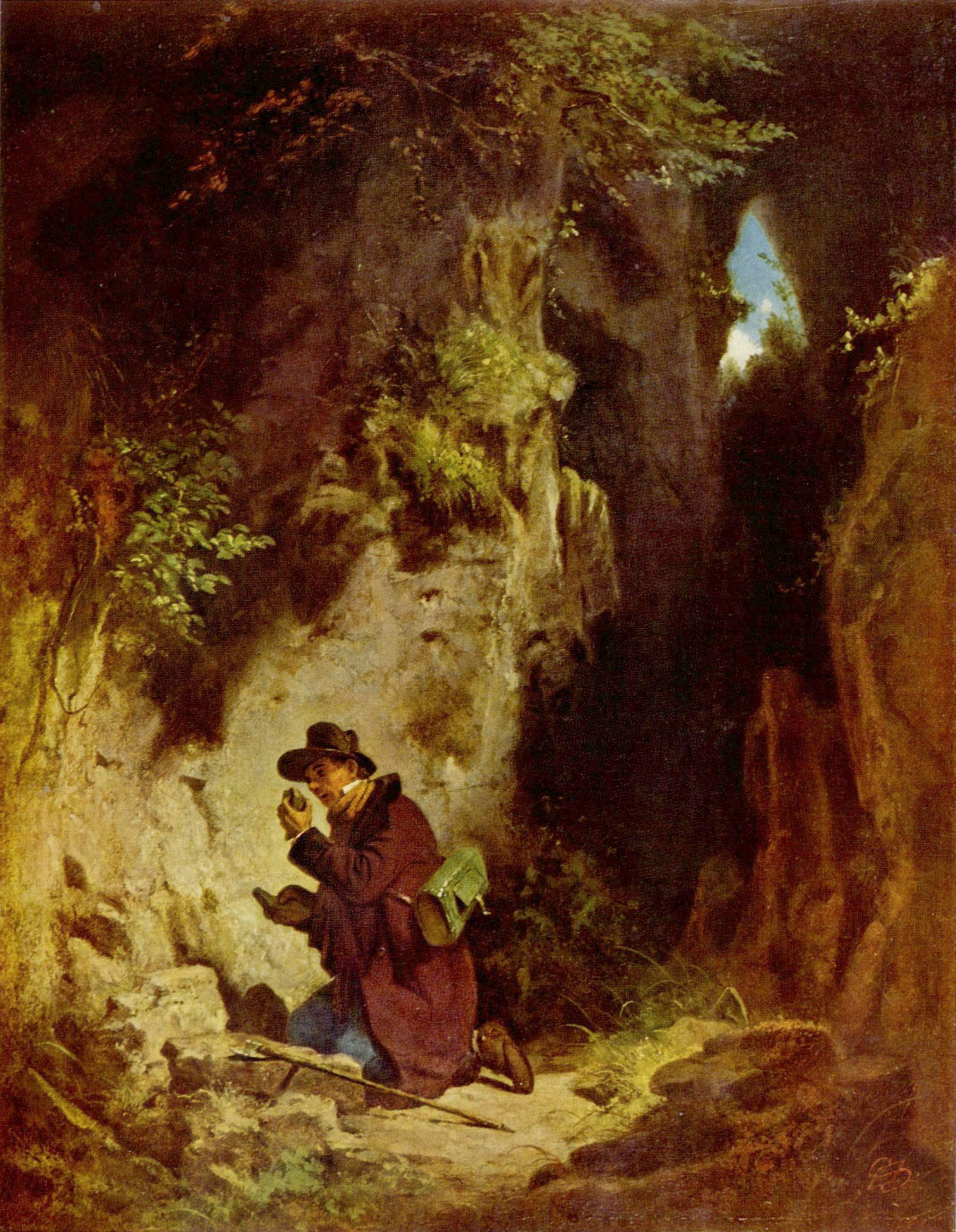
Version 3, Wuppertal, musée Von der Heydt.

## Contexte et émergence
D'après Hans Dietrich Lang un ravin à Peißenberg  a servi de modèle. Spitzweg séjournait souvent à Peißenberg : il a pris la décision de devenir peintre lors d'un séjour en maison de repos, en 1833.

## Provenance
La provenance du tableau (version 3) n'est pas entièrement documentée : depuis 1863, il appartenait à W. Schauß à New York• Ensuite, il a été acquis via la Galerie Heinemann à Munich par Fritz Reimann (1862-1913) à Elberfeld. À la mort de Reimann en  1913, il est devenu la propriété du Musée Von der Heydt.

## Expositions
- 1929 : Galerie de L'Étoile, Düsseldorf[1].
- 2004 : Musée Von der Heydt de Wuppertal[6].